# Reprezentacja Włoch U-17 w piłce nożnej kobiet
Reprezentacja Włoch U-17 w piłce nożnej kobiet – zespół piłkarek nożnych do lat 17, reprezentujący Włochy w meczach i sportowych imprezach międzynarodowych, powoływany przez selekcjonera, w którym mogą występować wyłącznie zawodniczki posiadające obywatelstwo włoskie. Za jej funkcjonowanie odpowiedzialny jest Włoski Związek Piłki Nożnej (FIGC).
Największymi sukcesami reprezentacji jest zdobycie brązowych medali na mistrzostwach Europy (2014) oraz brązowych medali na mistrzostwach świata (2014).

## Udział w turniejach międzynarodowych

### Mistrzostwa Europy
Włoskiej drużynie 3 razy udało się zakwalifikować do finałów ME. Największym osiągnięciem było zajęcie III miejsca w 2014. 
| Rok   | Runda                   | M                       | W                       | R                       | P                       | GZ                      | GS                      | RG                      |
| ----- | ----------------------- | ----------------------- | ----------------------- | ----------------------- | ----------------------- | ----------------------- | ----------------------- | ----------------------- |
| 2008  | Nie zakwalifikowała się | Nie zakwalifikowała się | Nie zakwalifikowała się | Nie zakwalifikowała się | Nie zakwalifikowała się | Nie zakwalifikowała się | Nie zakwalifikowała się | Nie zakwalifikowała się |
| 2009  | Nie zakwalifikowała się | Nie zakwalifikowała się | Nie zakwalifikowała się | Nie zakwalifikowała się | Nie zakwalifikowała się | Nie zakwalifikowała się | Nie zakwalifikowała się | Nie zakwalifikowała się |
| 2010  | Nie zakwalifikowała się | Nie zakwalifikowała się | Nie zakwalifikowała się | Nie zakwalifikowała się | Nie zakwalifikowała się | Nie zakwalifikowała się | Nie zakwalifikowała się | Nie zakwalifikowała się |
| 2011  | Nie zakwalifikowała się | Nie zakwalifikowała się | Nie zakwalifikowała się | Nie zakwalifikowała się | Nie zakwalifikowała się | Nie zakwalifikowała się | Nie zakwalifikowała się | Nie zakwalifikowała się |
| 2012  | Nie zakwalifikowała się | Nie zakwalifikowała się | Nie zakwalifikowała się | Nie zakwalifikowała się | Nie zakwalifikowała się | Nie zakwalifikowała się | Nie zakwalifikowała się | Nie zakwalifikowała się |
| 2013  | Nie zakwalifikowała się | Nie zakwalifikowała się | Nie zakwalifikowała się | Nie zakwalifikowała się | Nie zakwalifikowała się | Nie zakwalifikowała się | Nie zakwalifikowała się | Nie zakwalifikowała się |
| 2014  | 3. miejsce              | 5                       | 2                       | 1                       | 2                       | 3                       | 2                       | +1                      |
| 2015  | Nie zakwalifikowała się | Nie zakwalifikowała się | Nie zakwalifikowała się | Nie zakwalifikowała się | Nie zakwalifikowała się | Nie zakwalifikowała się | Nie zakwalifikowała się | Nie zakwalifikowała się |
| 2016  | faza grupowa            | 3                       | 0                       | 2                       | 1                       | 1                       | 3                       | -2                      |
| 2017  | Nie zakwalifikowała się | Nie zakwalifikowała się | Nie zakwalifikowała się | Nie zakwalifikowała się | Nie zakwalifikowała się | Nie zakwalifikowała się | Nie zakwalifikowała się | Nie zakwalifikowała się |
| 2018  | faza grupowa            | 3                       | 0                       | 2                       | 1                       | 0                       | 4                       | −4                      |
| Razem | 3/11                    | 11                      | 2                       | 3                       | 6                       | 4                       | 9                       | −5                      |

### Mistrzostwa świata
Dotychczas kobiecej reprezentacji Włoch do lat 17 tylko jeden raz udało się awansować do finałów mistrzostw świata w tej kategorii wiekowej. W 2014 drużyna zajęła 3.miejsce, co było najlepszym wynikiem. Eliminacje do tego turnieju w strefie europejskiej odbywają się poprzez mistrzostwa Europy w każdym parzystym roku. 
| Rok   | Runda                   | M                       | W                       | R                       | P                       | GZ                      | GS                      | RG                      |
| ----- | ----------------------- | ----------------------- | ----------------------- | ----------------------- | ----------------------- | ----------------------- | ----------------------- | ----------------------- |
| 2008  | Nie zakwalifikowała się | Nie zakwalifikowała się | Nie zakwalifikowała się | Nie zakwalifikowała się | Nie zakwalifikowała się | Nie zakwalifikowała się | Nie zakwalifikowała się | Nie zakwalifikowała się |
| 2010  | Nie zakwalifikowała się | Nie zakwalifikowała się | Nie zakwalifikowała się | Nie zakwalifikowała się | Nie zakwalifikowała się | Nie zakwalifikowała się | Nie zakwalifikowała się | Nie zakwalifikowała się |
| 2012  | Nie zakwalifikowała się | Nie zakwalifikowała się | Nie zakwalifikowała się | Nie zakwalifikowała się | Nie zakwalifikowała się | Nie zakwalifikowała się | Nie zakwalifikowała się | Nie zakwalifikowała się |
| 2014  | 3.miejsce               | 6                       | 2                       | 2                       | 2                       | 9                       | 9                       | 0                       |
| 2016  | Nie zakwalifikowała się | Nie zakwalifikowała się | Nie zakwalifikowała się | Nie zakwalifikowała się | Nie zakwalifikowała się | Nie zakwalifikowała się | Nie zakwalifikowała się | Nie zakwalifikowała się |
| 2018  | Nie zakwalifikowała się | Nie zakwalifikowała się | Nie zakwalifikowała się | Nie zakwalifikowała się | Nie zakwalifikowała się | Nie zakwalifikowała się | Nie zakwalifikowała się | Nie zakwalifikowała się |
| Razem | 1/5                     | 6                       | 2                       | 2                       | 2                       | 9                       | 9                       | 0                       |